# Пивоваров, Владимир Иванович
Владимир Иванович Пивоваров (бел. Уладзімір Іванавіч Півавараў; 1904, д. Семиновка, Рогачёвский уезд, Могилевская губерния, Российская империя — 28 августа 1941, Усть-Уса, Коми АССР) — советский белорусский государственный деятель, Нарком просвещения БССР (1937—1938), физик.

## Биография
Родился в 1904 году в д. Семиновка Рогачёвского уезда Могилевской губернии.
В 1924 году окончил Рогачевский педагогический техникум, работал учителем и директором семилетней школы в Мозырском уезде. В 1930 году окончил физико-математический факультет Белорусского государственного университета. В 1930—1932 годах — аспирант Академии наук БССР, в 1935 году — аспирант Академии наук СССР. В 1936 году защитил кандидатскую диссертацию по геофизике.
Работал старшим научным сотрудником Физико-технического института АН БССР. С 21 октября 1937 года — Народный комиссар просвещения БССР.
Арестован 2 июля 1938 года. 28 января 1940 года он был исключен из партии. Решением Военной коллегии Верховного Суда СССР от 29 мая 1940 года приговорен к 15 годам исправительно-трудовых работ. Наказание отбывал в Коми АССР. Участвовал в восстании политзаключенных.
Скончался 28 августа 1941 года в селе Усть-Уса Коми АССР. Место захоронения неизвестно.
Реабилитирован 25 декабря 1954 года.
Был женат, имел троих детей.